# Корнило-Наталівка
Корни́ло-Ната́лівка — село в Україні, у Кам'янському районі Дніпропетровської області. Населення за переписом 2001 року складало 34 особи. Входить до складу Верхньодніпровської міської громади.

## Географія
Село Корнило-Наталівка знаходиться на лівому березі річки Домоткань, вище за течією на відстані 1,5 км розташоване село Якимівка, нижче за течією примикає село Бородаївські Хутори, на протилежному березі — село Василівка.

## Населення
Згідно з переписом УРСР 1989 року чисельність наявного населення села становила 48 осіб, з яких 19 чоловіків та 29 жінок.
За переписом населення України 2001 року в селі мешкали 34 особи.

### Мова
Розподіл населення за рідною мовою за даними перепису 2001 року:
| Мова       | Відсоток |
| ---------- | -------- |
| українська | 94,12 %  |
| білоруська | 2,94 %   |
| російська  | 2,94 %   |